# Бобр (станция)
Бобр (бел. Бобр) — железнодорожная станция Минского отделения Белорусской железной дороги на линии Минск — Орша. Расположена в одноимённом посёлке Крупского района Минской области, между остановочными пунктами Новая Жизнь и Красновка.

## История
Железнодорожная магистраль в окрестностях местечка Бобр прошла в 1871 году, с введением в эксплуатацию участка Смоленск — Брест Московско-Брестской железной дороги, которая в 1912 году переименована в Александровскую. В 1877—1879 годах на железнодорожной линии появились вторые пути. Однако, железнодорожная станция появилась в 1891 году (изначально как платформа). 1 июля 1896 года Московско-Брестская железная дорога, включая железнодорожную платформу были выкуплены государством. В 1920-е годы возле платформа возник пристанционный посёлок, во второй половине 1930-х платформа переоборудована в станцию.
В 1935—1953 годах станция являлась частью Западной железной дороги, затем в составе Минской железной дороги и в конце концов вошла в состав Белорусской железной дороги. В 1981 году станция была электрифицирована переменным током (~25 кВ) в составе участка Борисов — Орша-Центральная.

## Инфраструктура
Через станцию проходят от четырёх (на пассажирской станции) до шести (на грузовой) железнодорожных пути. От станции имеются железнодорожные ответвления к филиалу КУП «Минскоблдорстрой» — ДРСУ № 164, Березинскому лесхозу, воинским частям и тяговой подстанции «Бобр» (ЭЧЭ-72). На станции осуществляются коммерческие операции по приёму и выдаче грузов, допускаемых к хранению на открытых площадках (§ 1), на путях необщего пользования (§ 3) и в крытых складах станции (§ 4). Для обслуживания грузов имеется площадка для погрузки-выгрузки любых грузов размером 160×160 м вместимостью в 14 вагонов.
Для посадки-высадки пассажиров имеются две платформы прямой формы, имеющие длину по 165 метров каждая, платформа в сторону Минска — береговая, вторая платформа — островная. Пересечение железнодорожных путей осуществляется по единичному наземному пешеходному переходу, оснащённая предупреждающими плакатами. Небольшое здание пассажирского вокзала с залом ожидания и билетной кассой (работает ежедневно с 7 до 19 часов) расположено на главной береговой платформе.

## Пассажирское сообщение
Ежедневно через станцию проходят и останавливаются электропоезда региональных линий эконом-класса (пригородные электрички), следующие до станций расположенных в Минске: Минск-Пассажирский, Минск-Восточный, о.п. Институт культуры (5-6 рейсов в день). До станции Орша-Центральная отправляются 5 рейсов в день, периодически вводятся нерегулярные рейсы до станции Славное. Интервал между отправлениями составляет от 2-х до 4-х часов, время в пути до Орши составляет 1 час 23 минуты, до Борисова — 48 минут, до станции Минск-Пассажирский — 2 часа 19 минут.
На выходе с платформ станции расположено разворотное кольцо и остановка автобусов, маршруты которого отправляются в направлении районного центра (в среднем — 7 рейсов в сутки), деревень Знаменская и Папарное (по 1-2 рейса в день).